# Casalborgone
Casalborgone (piemontesisch Casal Borgon) ist eine Gemeinde in der italienischen Metropolitanstadt Turin (TO), Region Piemont.

## Lage und Einwohner
Casalborgone liegt 35 km östlich von Turin und hat 1890 Einwohner (Stand 31. Dezember 2023). Das Gemeindegebiet umfasst eine Fläche von 20 km².
Die Nachbargemeinden sind San Sebastiano da Po, Lauriano, Castagneto Po, Rivalba, Aramengo, Berzano di San Pietro und Cinzano.

## Geschichte

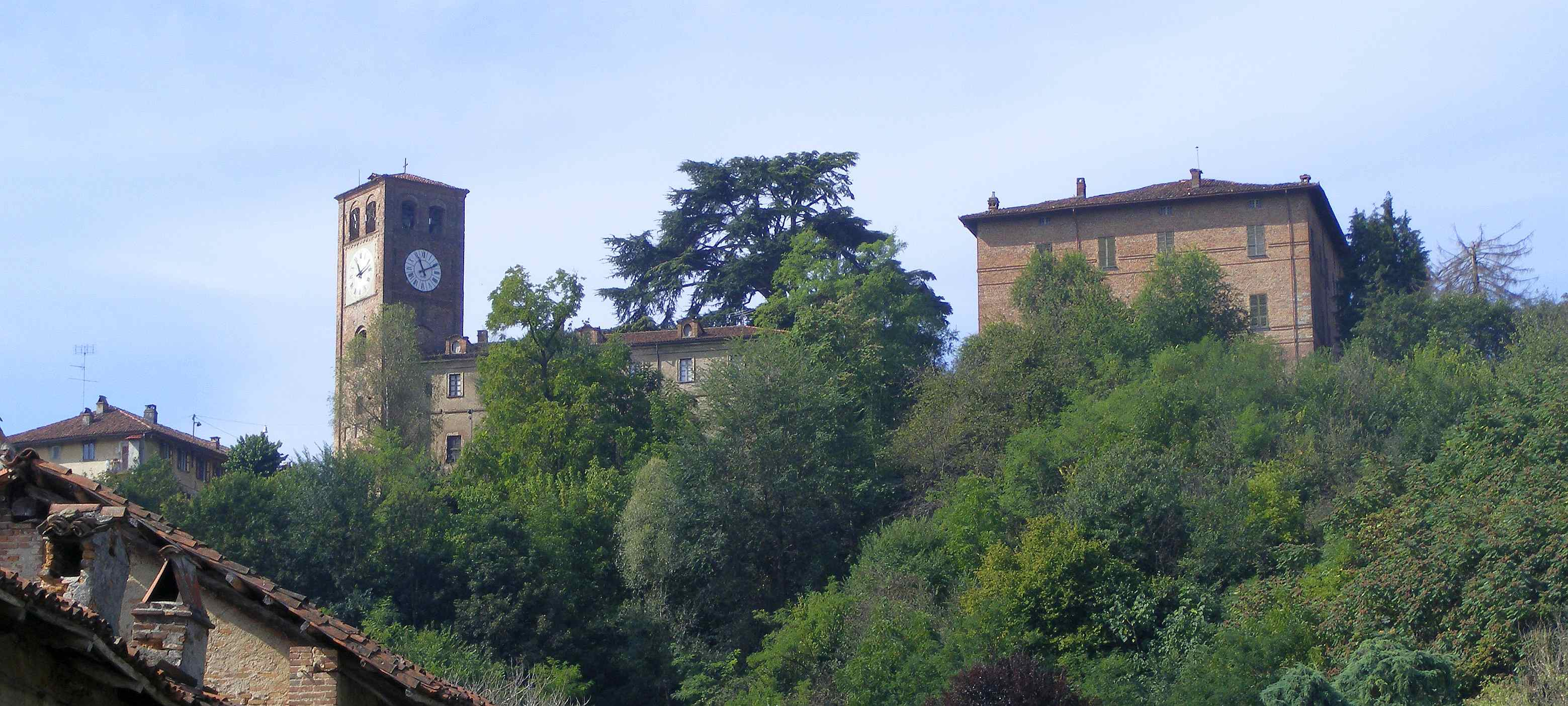
Das historische Zentrum

Das Schloss von Casalborgone erwarb 1638 Marius Broglia (1574–1640) durch einen Tausch mit dem Herzog von Savoyen. Seither gehörte die Grundherrschaft bis um 1900 der Familie Broglia, Grafen von Casalborgone.